# 존 가필드
존 가필드(John Garfield, 1913년 3월 4일 ~ 1952년 5월 21일)는 미국의 배우이다.

## 영화
- 네 명의 딸들
- 에어포스 (영화)
- 포스트맨은 벨을 두 번 울린다 (1946년 영화)
- 육체와 영혼 (1947년 영화)
- 신사협정 (영화)
- 포스 오브 이블